# Kawah Putih
Kawah Putih är en kratersjö i Indonesien.   Den ligger i provinsen Jawa Barat, i den västra delen av landet, 120 km sydost om huvudstaden Jakarta. Kawah Putih ligger 2 194 meter över havet. I omgivningarna runt Kawah Putih växer i huvudsak städsegrön lövskog.